# RHYTHM RED BEAT BLACK (映像作品)
『RHYTHM RED BEAT BLACK』（リズム・レッド・ビート・ブラック）は、日本の音楽ユニットTMNが1990年12月21日にリリースしたミュージック・ビデオ作品である。VHS・LDの2規格でリリースされており、2005年3月9日にはDVDで再リリースされている。

## メンバー
- 小室哲哉：キーボード
- 宇都宮隆：ボーカル
- 木根尚登：ギター

## 解説
TMNリニューアル後、アルバム『RHYTHM RED』（1990年）収録曲より選出されたミュージック・ビデオ集。木根尚登は、ほとんど出演の機会が無いものとなっており、「TIME TO COUNT DOWN」のMVでは、始終マネキン人形のように立っているだけである。またこのMVはCD版よりも短くカット（Bメロ～1サビの間がショートカット）されており、ところどころに爆発音が効果音として入っている。なお、PV集『All the Clips』では別バージョンが収録されたため、「TIME～」のこのPVはこの作品でしか見ることができない（『DECADE』に一部収録）。

## 収録映像曲
全編曲：小室哲哉
1. SECRET RHYTHM
  - 作詞・作曲：小室哲哉
2. RHYTHM RED BEAT BLACK
  - 作詞：坂元裕二　作曲：小室哲哉
3. TIME TO COUNT DOWN
  - 作詞：小室みつ子　作曲：小室哲哉